# Eggerding
Eggerding est une commune autrichienne du district de Schärding en Haute-Autriche.